# Libri di Twin Peaks
L'universo immaginario di Twin Peaks ha ispirato alcuni libri. Durante la programmazione della seconda stagione l'editrice Pocket Books, autorizzata dai creatori della serie, pubblicò tre libri che approfondivano alcune vicende degli episodi.

## Libri ufficiali

### Il diario segreto di Laura Palmer
The Secret Diary of Laura Palmer, ISBN 978-0-671-73590-6, 1990, scritto da Jennifer Lynch (figlia di David Lynch). Il libro contiene tutte le confessioni segrete di Laura Palmer a partire dall'età di dodici anni fino a pochi giorni prima della sua morte.

### "Diane..." - The Twin Peaks Tapes of Agent Cooper
Si tratta di un audiolibro del 1990 scritto da Scott Frost (fratello di Mark Frost), inedito in Italia. All'inizio della seconda stagione Simon & Schuster Audio distribuì questa cassetta contenente 40 messaggi audio dell'agente Cooper per la sua assistente Diane, interpretati da Kyle MacLachlan. Alcune delle tracce provengono dalla serie, ma la maggior parte è stata scritta da Scott Frost e registrata appositamente per l'audiolibro. Per la sua interpretazione MacLachlan fu candidato al Grammy Award per il miglior album parlato.

### Twin Peaks Gazette
È un falso giornale, non giunto in Italia, che veniva inviato mensilmente ai membri del fan club ufficiale della serie per dar loro anticipazioni sugli episodi futuri e informazioni da dietro le quinte. Fu interrotto dopo soli tre numeri pubblicati da febbraio ad aprile 1991.

### L'autobiografia dell'agente speciale Dale Cooper: La mia vita, i miei nastri
The Autobiography of F.B.I. Special Agent Dale Cooper: My Life, My Tapes, ISBN 978-0-330-27280-3, 1991, scritto da Scott Frost. È una collezione di trascrizioni dei nastri audio dell'agente Dale Cooper, dalla sua infanzia al giorno in cui è stato assegnato all'assassinio di Laura Palmer. Il libro percorre la crescita di Dale a Philadelphia, la famiglia, l'educazione alla quacchera Germantown Friends School e all'Haverford College, i primi innamoramenti, l'ossessione per l'FBI e il legame fra lui, Windom Earle e Caroline, la moglie di Earl. Molte di queste trascrizioni sono state dettate a Diane, sebbene un ultimo nastro affermi che Cooper si diverta al pensiero che Diane ascolti i suoi nastri, a tal punto che glieli spedirà tutti, che lei li ascolti o no.

### Welcome to Twin Peaks: Access Guide to the Town
ISBN 978-0-671-74399-4, 1991, scritto da David Lynch, Mark Frost e Richard Saul Wurman. È una falsa guida turistica della cittadina, come se fosse stata pubblicata dall'immaginaria Twin Peaks Chamber of Commerce. Contiene, per esempio, la storia dei nativi americani dell'area, la lista delle canzoni del jukebox del Double R Diner e un ritratto dei fratelli Tim e Tom Pinkle (interpretati in alcuni episodi dai produttori della serie David Lander e Gregg Fienberg) che offrono un servizio di "taxi-dermy", ovvero di taxi e tassidermia. In Italia è inedita.

### Le vite segrete di Twin Peaks
The Secret History of Twin Peaks (ISBN 978-8804665106), romanzo scritto da Mark Frost. È stato pubblicato il 18 ottobre 2016 in lingua originale e il 18 aprile 2017 in italiano (da Mondadori), in attesa dell'uscita della terza stagione. È ambientato nel 2016, quando su una scena del crimine in America viene rinvenuto in una misteriosa cassetta di sicurezza uno strano dossier di cui non si conosce l'autore. Gordon Cole convoca un suo agente dell'F.B.I. per indagare sul dossier, al cui interno si fa riferimento ad alcuni casi che avevano coinvolto l'F.B.I. nell'apparente tranquilla cittadina di Twin Peaks, compreso l'omicidio di Laura Palmer nel 1989.

### Twin Peaks: Il dossier finale
Twin Peaks: The Final Dossier (ISBN 978-8804659914), romanzo scritto da Mark Frost. Rappresenta il seguito del precedente, dal quale era stato espunto tutto il materiale che avrebbe rivelato alcuni punti della trama della terza stagione. Si compone di vari capitoli nei quali viene svelato il destino di molti personaggi e parecchi punti oscuri nei venticinque (in realtà ventisette) anni trascorsi tra la seconda stagione e la terza.

## Libri non ufficiali

### Twin Peaks Behind-the-scenes: An Unofficial Visitors Guide to Twin Peaks
ISBN 978-1-556-98284-2, 1991, scritto da Mark Altman.

### Welcome to Twin Peaks
ISBN 978-0-451-17031-6, 1990, scritto da Scott Knickelbine. È una guida completa sugli elementi della serie, ma fu ritirata dalle librerie in quanto non autorizzata.

### A Twin Peaks Interpretation
ISBN 978-0-227-17674-0, 1992, scritto da Patricia Shook. "Visione di una persona degli anni novanta della serie televisiva Twin Peaks".

### Full of Secrets: Critical Approaches to Twin Peaks
ISBN 978-0-814-32506-3, 1995, a cura di David Lavery. Contiene una collezione di saggi riguardanti la politica di David Lynch, la colonna sonora e lo stato di cult della serie, la trattazione della violenza familiare, l'ossessione per il raddoppio e il silenziamento della donna. Include anche l'elenco dei registi, degli scrittori, degli attori, un calendario di Twin Peaks, un "complete scene breakdown" dell'intera serie e una bibliografia. I saggi includono: "Lynching Women: A Feminist Reading of Twin Peaks", "Family Romance, Family Violence, and the Fantastic in Twin Peaks", "Infinite Games: The Derationalization of Detection in Twin Peaks", "Desire Under the Douglas Firs: Entering the Body of Reality in Twin Peaks" e "The Canonization of Laura Palmer".